# Maximilien en Bavière
Maximilien Joseph, duc en Bavière (en allemand : Maximilian Joseph, Herzog in Bayern), né le 4 décembre 1808 à Bamberg et mort le 15 novembre 1888 à Munich, est un membre de la maison de Bavière, chef de la branche cadette de celle-ci.

## Biographie

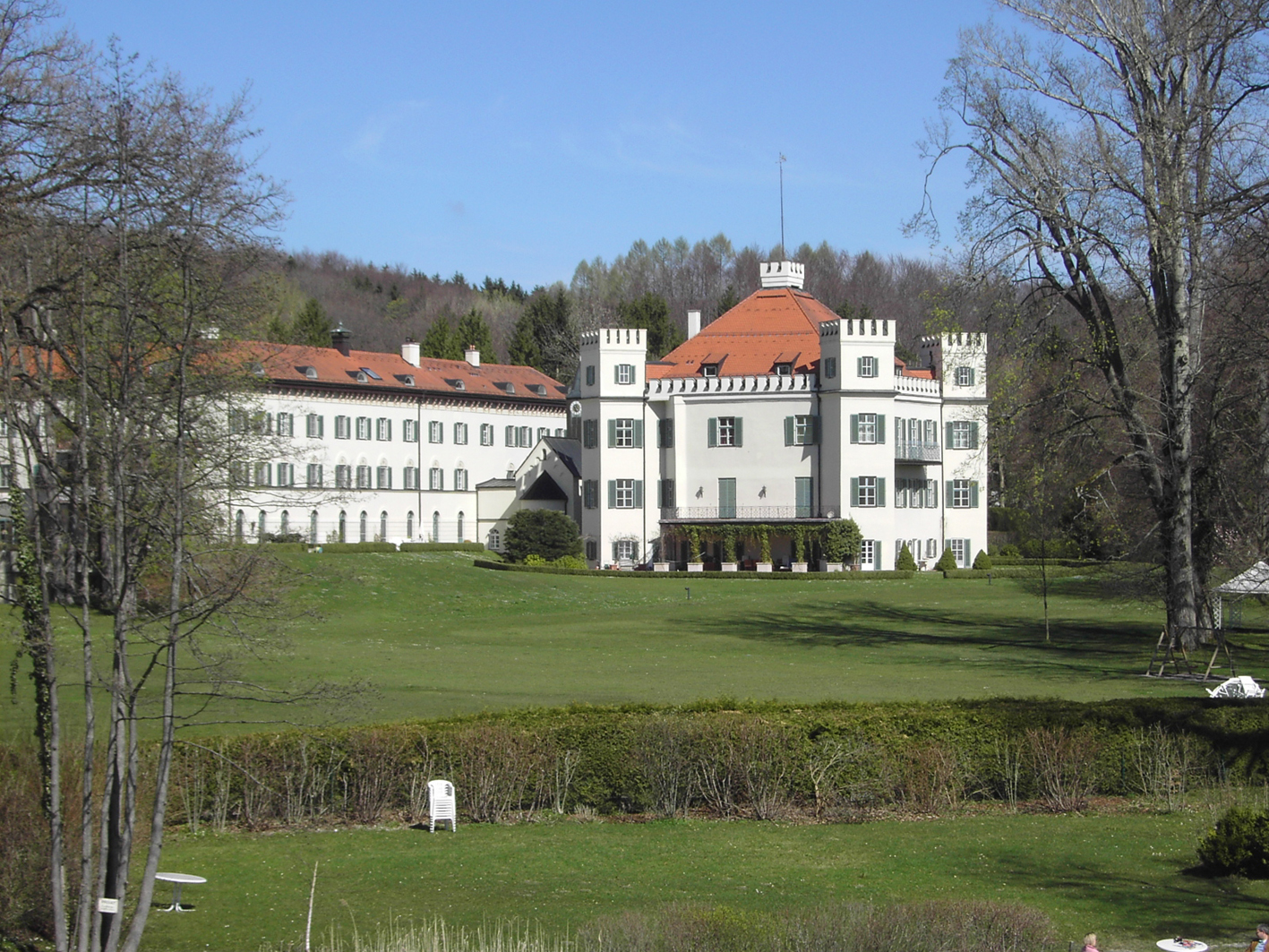
Possi, la maison de campagne des ducs en Bavière

Issu de la maison de Wittelsbach, Maximilien, surnommé Max, est le fils unique du duc Pie Auguste en Bavière (1786-1837) et de la duchesse Amélie (née duchesse Amélie d'Arenberg) (1789-1823). À sa naissance, le détenteur du titre est son grand-père Guillaume en Bavière qui a épousé en 1780 Marie-Anne de Deux-Ponts-Birkenfeld (1753-1824), une sœur du futur roi Maximilien Ier de Bavière.
Le roi Maximilien Ier étant un allié de la France napoléonienne qui lui a octroyé son titre royal, la maison de Wittelsbach s'unit aux Bonaparte. La princesse Auguste, fille aînée du roi, épouse en 1806 le prince Eugène de Beauharnais, fils adoptif de l'empereur. En 1808, la tante de Maximilien, la duchesse Élisabeth épouse un dignitaire de l'empire, le maréchal Berthier, à qui Napoléon a accordé le titre de prince de Neuchâtel.
En janvier 1837, le duc Guillaume en Bavière, grand-père de Max, meurt suivi en août de son père le très misanthrope duc Pie Auguste. Devenu duc en Bavière, et bien qu'il affiche un mépris profond pour la pompe monarchique, il reçoit en 1845 le prédicat d'altesse royale du roi Louis Ier de Bavière, son beau-frère.
D'un caractère fantasque voire misanthrope, il mène une vie plutôt bohème. Passant ses étés dans son domaine de Possenhofen et ses hivers dans son palais ducal de Munich édifié par Leo von Klenze, il ne fréquente la cour royale de Bavière que contraint et forcé, lors des cérémonies officielles ou familiales et préfère de loin la compagnie des gens simples. Il voyage également beaucoup allant jusqu'à jouer de la cithare au sommet de la pyramide de Khéops. Sous le pseudonyme de Phantasus, il publie des poésies et des nouvelles. Il collectionne également les portraits-charges du statuaire caricaturiste Jean-Pierre Dantan dit le Jeune.
Le 9 septembre 1828 à Tegernsee, pour des raisons dynastiques et dans un souci de réconciliation entre les deux branches, Max épouse la duchesse Ludovica de Bavière, sœur du roi Louis Ier. Si les deux conjoints se respectent, le mariage, bien que prolifique, n'est guère heureux et la duchesse se plaindra de l'indifférence de son mari.
Max se contentera de lui faire des enfants et la laissera gérer la famille à sa guise, afin qu'elle le laisse vivre plus librement. Veuve, la duchesse révélera que son mari n'eut aucune attention pour elle avant leurs noces d'or. Elle-même, fille du roi Maximilien Ier, eut à souffrir de ce mariage avec un prince de second rang, alors que toutes ses sœurs avaient épousé des têtes couronnées : elle passa sa nuit de noces enfermée dans une chambre, refusant d'aller retrouver son mari.
Le couple eut néanmoins dix enfants :
- Louis Guillaume, duc en Bavière (1831-1920), qui épousa morganatiquement en 1860 la comédienne Henriette Mendel faite baronne de Wallersee (+1891) dont il avait déjà une fille et un fils qui mourut au berceau, puis à nouveau morganatiquement la comédienne Antonie Barth (divorce) ; il renonça à ses droits dynastiques en épousant Henriette Mendel ;
- Charles-Guillaume, né le 24 décembre 1832, mort le 13 février 1833 ;
- Hélène Caroline Thérèse, duchesse en Bavière (dite « Néné ») (1834-1890), qui - après avoir été vainement choisie par sa tante l'archiduchesse Sophie pour devenir impératrice d'Autriche - épousera en 1858 Maximilien, prince héritier de la maison de Tour et Taxis (1831-1867) ;
- Élisabeth Amélie Eugénie, duchesse en Bavière (dite « Sissi ») (1837-1898), qui épousa en 1854 François-Joseph Ier, empereur d’Autriche (1830-1916), et était l'enfant préféré ;
- Charles Théodore, duc en Bavière (dit Gackel, « petit coq ») (1839-1909), qui épousa en 1865 sa cousine Sophie de Saxe (1845-1867), puis en 1874 l’infante Maria Josepha du Portugal (1857-1943), et devint ophtalmologue ;
- Marie Sophie Amélie, duchesse en Bavière (1841-1925), qui épousa en 1859 François II, roi des Deux-Siciles (1836-1894), et fut surnommée par ses contemporains « l'héroïne de Gaëte » ;
- Mathilde Ludovica, duchesse en Bavière (dite Spatz, « moineau ») (1843-1925), qui épousa en 1862 Louis des Deux-Siciles, comte de Trani (frère de l’époux de Marie) (1838-1886) ;
- Maximilien, mort-né le 8 décembre 1845 ;
- Sophie Charlotte Auguste, duchesse en Bavière (dite Sopherl) (1847-1897), qui - après l'échec de ses fiançailles avec le roi Louis II de Bavière - épousa en 1868 Ferdinand d'Orléans (1844-1910), duc d'Alençon ;
- Maximilien Emmanuel, duc en Bavière (dit Mapperl) (1849-1893), qui épousa en 1875 Amélie de Saxe-Cobourg-Kohary (1848-1894).

Les enfants sont élevés sans contrainte entre Possenhofen et Munich. Leur mère, fille de roi, tient cependant à marier brillamment ses filles. Pour atteindre son but, elle compte sur ses sœurs qui ont épousé les souverains allemands catholiques (Saxe, Autriche) ou protestant (Prusse). Ainsi au lieu d'Hélène d'abord pressentie, Élisabeth épouse-t-elle en 1854 son cousin l'empereur d'Autriche. En 1859, Marie-Sophie devient reine des Deux-Siciles. Elle défendra ardemment mais en vain sa nouvelle patrie contre les menées de Garibaldi. Surtout Sophie, la benjamine, sera fiancée au roi Louis II de Bavière mais le souverain, ancien ami d'enfance de ses cousins de la branche cadette, rompra ses fiançailles et sombrera dans la neurasthénie. Destitué et enfermé en 1886, son corps sera retrouvé noyé dans le Lac de Starnberg qui borde la propriété des ducs en Bavière. À défaut d'un roi, Sophie épousera un prince en exil, le duc d'Alençon, tout comme Mathilde mariée au comte de Trani, frère cadet du roi des Deux-Siciles. Refusée publiquement par l'empereur d'Autriche, Hélène n'épousera pas un membre d'une famille royale mais - avec l'aide des souverains autrichiens contrits pour lever l'interdiction du roi de Bavière -  le richissime prince héritier de Tour-et-Taxis. Ces mariages ne sont guère heureux et les jeunes femmes reviennent si fréquemment à Possi pour se plaindre de leurs maris que le duc Max les renvoie vertement dans leurs foyers. Charles-Théodore, le fils cadet, qui quittera l'armée pour entreprendre des études de médecine, dira un jour : « Nous avons tous un grain dans la famille ».
Max meurt le 15 novembre 1888 d'une attaque d'apoplexie à près de 81 ans. Sa femme Ludovica lui survécut quatre ans. Il est inhumé dans la nécropole familiale à l'abbaye de Tegernsee.